# Shantidas Jhaveri
Shantidas Jhaveri o también Śāntidāsa Jhaverī (1584-1659) fue un joyero, comerciante de metales preciosos (sarraf) y prestamista (sahukar) jainista indio. Vivió durante el imperio mogol, y llegó a ser el comerciante más rico de la ciudad de Ahmedabad durante el siglo XVII.

## Primeros años
Shantidas nació en 1584 en Jhaveriwada, Ahmedabad. Su familia pertenecía a la comunidad oswal de comerciantes jainistas de Vania, y provenía de la región de Marwar. Sus padres, Sahasra Kiran y Saubhagya Devi, emigraron de de la ciudad de Osian a Ahmedabad a finales del siglo XVI. Shantidas amplió el negocio de joyería de su padre, estableciendo una empresa de sarrafa (comercio de lingotes de oro).

## Actividades comerciales
La principal actividad de Shantidas era la venta de joyas al por menor a los ricos, incluyendo a la realeza y a la nobleza mogol. Varios firmán (decretos) del emperador Jahangir y de Dara Shikoh indican que se le pidió que ofreciera joyas a la realeza mogol. En 1639, Asaf Khan, hermano de Nur Jehan y padre de Mumtaz Mahal, compró una gran cantidad de joyas a Shantidas. Tras su muerte, el emperador Sha Jahan obligó a Shantidas a recuperar las joyas y reembolsar el dinero.
Shantidas también comerciaba con compañías europeas como la Compañía Británica de las Indias Orientales y la Compañía Neerlandesa de las Indias Orientales, así como con comerciantes persas y árabes, con productos como el clavo. En septiembre de 1635, Shantidas y otros comerciantes de Surat y Ahmedabad perdieron sus bienes a manos de piratas ingleses, pero utilizó su influencia y conexiones políticas para recuperar sus propiedades en manos de los ingleses.
Sin embargo, su mayor influencia se debió a su labor como prestamista: la mayor parte del capital prestado a la Compañía Neerlandesa de las Indias Orientales en la India provenía de Shantidas y su estrecho colaborador Virji Vora.  Estas asociaciones le proporcionaron excelentes ganancias y un flujo constante de intereses denominados en oro, lo que lo convirtió en un hombre rico.

## Relaciones con las autoridades mogoles

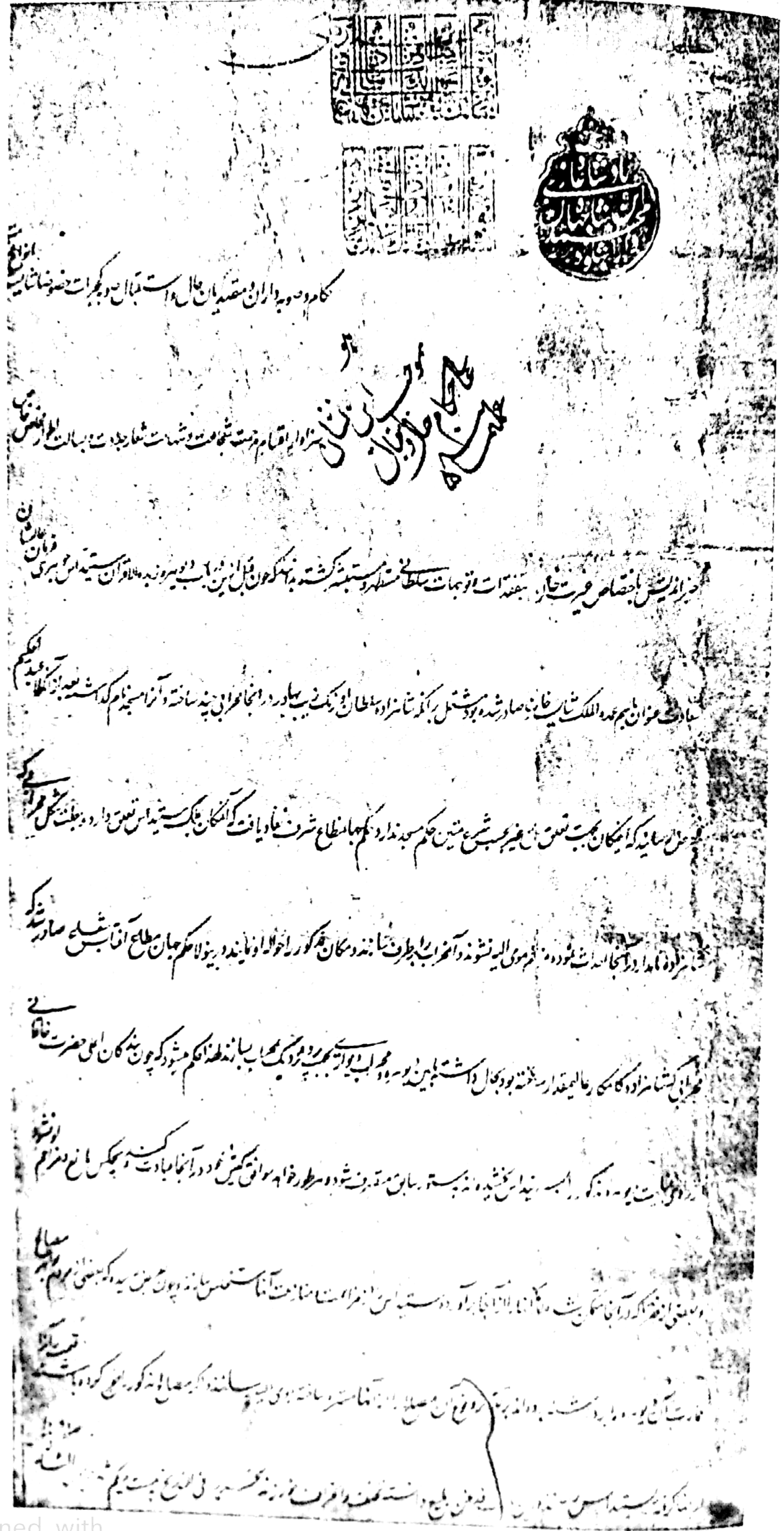
Firmán (decreto) real de Shah Jahan a Shantidas Jhaveri con respecto al templo jainista de Chintamani Parshvanath, fechado el 3 de julio de 1648

Como joyero de la corte, Shantidas tenía acceso a la casa mongol. La tradición jainista moderna afirma que el emperador Sha Jahan se dirigía a Shantidas como mama (tío materno). Los decretos emitidos por los emperadores mogoles Jahangir, Shah Jahan y Aurangzeb sugieren que la realeza mogol mantenía buenas relaciones con él. Se dice que Jehangir le confirió el título de Nagarsheth. Durante el reinado de Shah Jahan, se emitieron firmanes que prohibían a los administradores de la Subah de Ahmedabad usurpar ilegalmente sus propiedades, interferir en el cobro de rentas de sus negocios o causar problemas a su familia. También se ordenó a las autoridades portuarias que otorgaran salvoconductos a los agentes de Shantidas y los ayudaran en la adquisición de joyas y otros artículos. A Shantidas también se le confió la responsabilidad de adquirir joyas para la celebración del aniversario de la ascensión al trono del emperador.
En 1644, Shantidas compró la haveli (mansión) real de Haji Ikhlas por aproximadamente 6000 rupias. En un firmán del 5 de marzo de 1647, 38 bighas de tierra y un pozo en Asarwa, pertenecientes a los hijos de Shantidas, le fueron entregados como regalo cuando estos fallecieron. En 1657, se renovó el arrendamiento de Shankeshwar por la suma de 1050 rupias. También se le ordenó trabajar por el bienestar de sus habitantes y considerar el asunto muy urgente. Además, también recibió la posesión de las colinas de Shatrunjaya, Girnar y Abu (entonces bajo el rajá de Sirohi, Maharao Akheraj II) por orden de Aurangzeb. Sin embargo, el firmán para esta concesión se emitió el 12 de marzo de 1660, un año después de la muerte de Shantidas.
En 1645, el príncipe mogol Aurangzeb profanó el templo de Chintamani Parshvanath construido por Shantidas, tras ser nombrado gobernador de Gujarat. Según el viajero francés Jean de Thévenot (1666), Aurangzeb mandó matar una vaca en las instalaciones del templo, destruyó las narices de todos los ídolos y luego convirtió el lugar en una mezquita llamada "Quvval-ul-Islam" ("el Poder del Islam"). Shantidas se quejó ante el padre de Aurangzeb, el emperador Shah Jahan. En 1648, el emperador emitió un firmán declarando que el edificio debía ser entregado a Shantidas y que se debía levantar un muro entre los mihrab (nichos en los muros de la mezquita) y el resto del templo original. También declaró que los faquires musulmanes alojados en las instalaciones de la mezquita debían retirarse de allí y que los materiales extraídos del templo debían ser restaurados.
Tras convertirse en emperador, Aurangzeb reconoció la influencia de Shantidas en la comunidad mercantil. En 1657, Murad Baksh, el hijo de Shah Jahan, obligó a Shantidas a prestarle 550.000 rupias. Tras la muerte de Shah Jahan, Aurangzeb encarceló a Murad. Shantidas logró obtener del nuevo emperador un firmán que ordenaba al dewan imperial Rahmat Khan pagarle 100.000 rupias del tesoro real como parte de la recuperación del préstamo. Aurangzeb también envió un firmán pidiéndole que transmitiera la buena voluntad del emperador a los comerciantes y demás habitantes de Ahmedabad.

## Actividades religiosas y políticas
Shantidas era un devoto jainista que realizaba generosas donaciones a la comunidad jainista de Gujarati. Invirtió una cantidad considerable de dinero en la dirección de las sanghas y en la protección de los templos jainistas. Ayudó a los monjes a establecer pathshalas (escuelas). Un documento contemporáneo escrito en sánscrito afirma que tenía un gran interés en conservar los manuscritos y animó a los monjes a desarrollar la literatura.
En 1622, Shantidas comenzó la construcción del templo de Chintamani Parshvanath en Saraspur, Ahmedabad. La construcción se completó en 1638 y costó Rs. 900.000 (900.000). El templo aparece descrito en los textos de viajeros extranjeros, como el aventurero alemán Johan Albrecht de Mandelslo. Su filantropía no parece haberse extendido más allá de su propia comunidad jainista.
Shantidas también participó en la política religiosa contemporánea. En aquella época, existían varias facciones jainistas (gacchas) dentro de la secta jainista svetambara, y Shantidas pertenecía al Sagar gaccha. Muktisagar, un monje del Sagar gaccha, era amigo íntimo de Shantidas, y en 1625 instaló un ídolo en el templo de Chintamani Parshawanath que él mismo había construido. Shantidas deseaba que Muktisagar se convirtiera en acharya (el máximo líder de una orden jainista), pero la petición fue rechazada por Vijayadeva Suri, un acharya de alto rango perteneciente al Tapa gaccha. Shantidas buscó la ayuda de Shrimalla, un comerciante de Cambay, quien había desempeñado un papel importante en el ascenso de Vijayadeva al puesto de acharya en 1601. Gracias a su influencia, Muktisagar fue nombrado acharya en 1630, con el nombre de Rajsagar. Posteriormente, Shantidas planeó un shastrartha (debate religioso) entre Vijayadeva Suri y Muktisagar (Rajsagar Suri) en Jalore. Su intención era aumentar el prestigio de su facción (y quizás, su propia influencia), pero Muktisagar se desanimó y se retiró del debate antes de que comenzara.
También lideró un boicot contra la gaccha Lonka, que criticaba la idolatría (algo que la propia gaccha de Shantidas aceptó). En septiembre de 1644, ejerció su influencia para imponer una prohibición contra los lonkas respecto a los matrimonios y las comidas entre personas del mismo sexo. Los lonkas de Ahmedabad se quejaron ante el emperador Shah Jahan, pero este se negó a intervenir.
Como Subahdar (Gobernador) de Gujarat, el hijo de Shah Jahan, Murad Baksh, cedió la aldea de Palitana a Shantidas Jhaveri en 1656. Palitana se convirtió posteriormente en un importante centro de peregrinación para los jainistas.

## Legado
Khushalchand (1680-1748), nieto de Shantidas, también fue un destacado comerciante y pagó un rescate a la familia de los Marathas para salvar la ciudad de Ahmedabad del saqueo. El hijo de Khushalchand, Vakhatchand (1740-1814), también fue un destacado hombre de negocios. La familia Lalbhai de la India moderna, propietaria de la firma textil Arvind, remonta su ascendencia a Shantidas a través de Lalbhai Dalpatbhai, tataranieto de Khushalchand.